# Tonton Macoutes
De Milice de Volontaires de la Sécurité Nationale (Nederlands: Vrijkorps voor de Nationale Veiligheid) ook wel bekend onder de volksnaam Tonton Macoutes is een paramilitaire organisatie die in dienst stond van president François Duvalier in Haïti. De groep werd in 1958 opgericht toen Duvalier vreesde voor zijn veiligheid. Hij was zowel bang voor een opstandig volk, een buitenlandse (vooral Cubaanse) invasie, alsook voor het leger van Haïti. Voor zijn veiligheid wilde hij een paramilitaire organisatie van getrainde mannen die er alle belang bij hadden dat hij president van Haïti bleef. En dat waren vooral jongens uit kansarme gezinnen die toch niets hadden en op die manier een graantje hoopten mee te pikken. 

## Ome Jutezak
De bijnaam Tonton Macoutes komt van Tonton Macoute wat Frans is voor Ome Jutezak. Ome Jutezak is in de Haïtiaanse mythologie een eeuwenoud monster dat 's nachts door Haïti loopt om daar lieve kinderen te belonen en stoute kinderen mee te nemen. Zij die meegenomen worden, keren ook nooit meer terug. In dat opzicht lijkt Tonton Macoute op de Kerstman en Sinterklaas. Deze figuur komt wereldwijd voor, zie ook man met de zak.
De Tonton Macoutes zaaiden terreur en angst onder de bevolking. Ze kregen geen soldij, omdat ze officieel vrijwilligers waren. En daarom plunderden ze vaak de bevolking. Niet zelden waren ze zich goed bewust van hun macht en gingen ze zelfs zo ver dat ze andermans huizen, voedsel, vrouw of dochters innamen. Ze droegen vaak een zwarte zonnebril, een groen legeruniform, een kapmes en twee semiautomatische pistolen.

## Codes van de Tonton Macoutes
Er zat nóg een donkere zijde aan het lid zijn van de Tonton Macoutes. Deze hield in dat de leden president François Duvalier onvoorwaardelijk trouw moesten zijn en niet mochten tegensputteren wanneer hij hen iets opdroeg. Zo moesten zij bijvoorbeeld hun eigen vrienden, familie, ouders of hun eigen vrouw en kinderen doden als de president dat beval. Weigeraars werden als verrader gefusilleerd.

## Jean-Claude Duvalier
Onder Jean-Claude Duvalier veranderde de Tonton Macoutes van een paramilitaire organisatie in een gewapend politiekorps. Ze hielden toen vooral de criminaliteit, waaronder drugsbaronnen, in de gaten. Daarbij kwam het voor dat sommige Tonton Macoutes deserteerden of overliepen naar drugsbendes. 